# Olympiade d'échecs de 1982

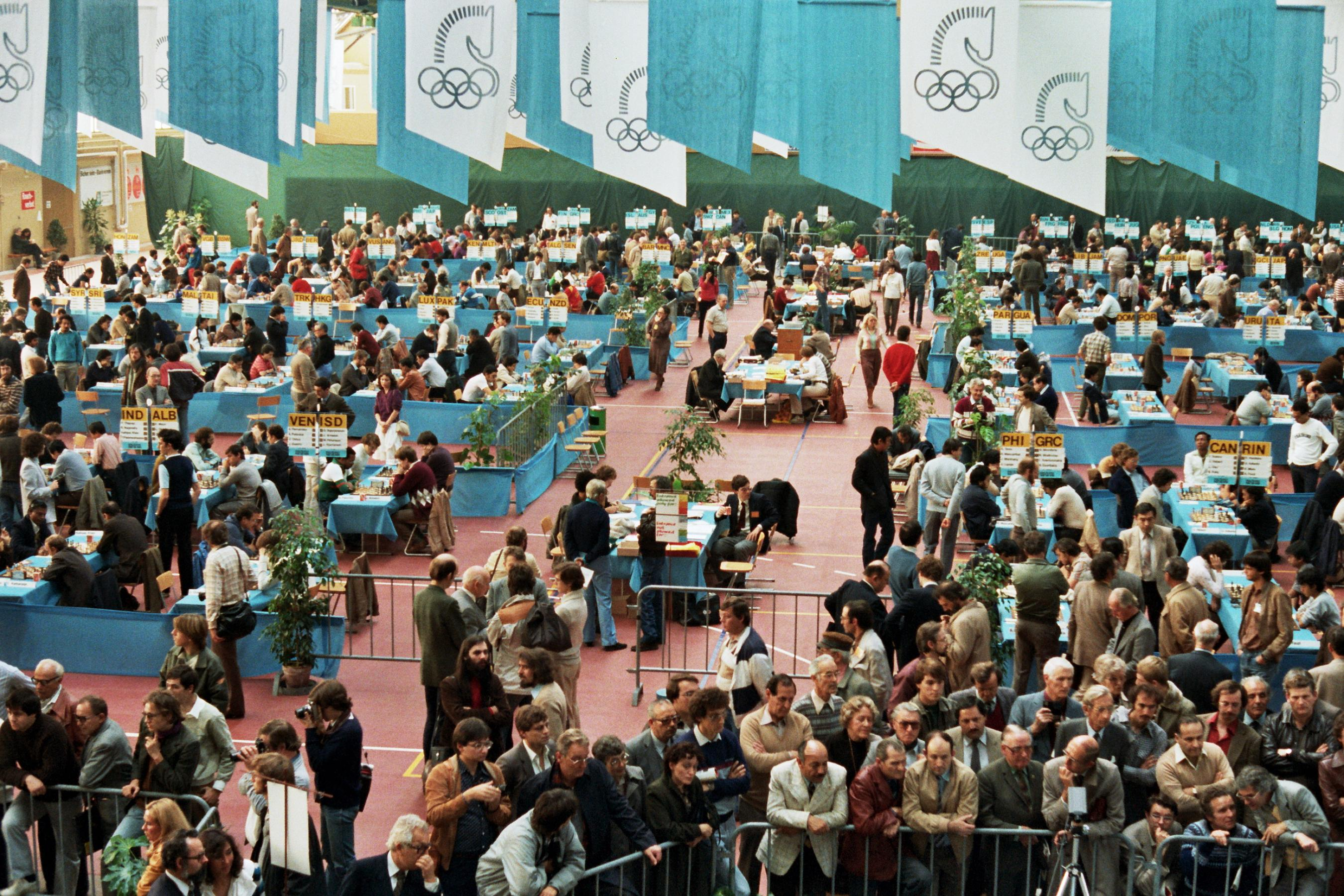
Salle de tournoi, Olympiade d'échecs 1982 à Lucerne, photographie par Gerhard Hund.

L'Olympiade d'échecs de 1982 est une compétition mondiale par équipes et par pays organisée par la FIDE. Les pays s'affrontent sur 4 échiquiers par équipe de 6 joueurs (4 titulaires et 2 suppléants) repartie. Les équipes féminines ont 4 joueuses sur 3 échiquiers. Cette 25e Olympiade s'est déroulée du 29 octobre au 16 novembre 1982 à Lucerne en Suisse.
Les points ne sont pas attribués au regard des résultats des matches inter-nations, mais en fonction des résultats individuels sur chaque échiquier (un point par partie gagnée, un demi-point pour une nulle, zéro point pour une défaite).
En marge de la compétition, le congrès de la FIDE élit son nouveau président en la personne du Philippin Florencio Campomanes, personnalité qui sera, par la suite, fortement contestée. C'est toutefois le premier président issu du tiers monde. Cette élection manifeste l'émergence des pays asiatiques et africains dans le monde des échecs.

## Contexte
Il y a 92 nations inscrites, mais 90 classées seulement (défection au dernier moment de la Mauritanie et de la Gambie).
La compétition se déroule en poule unique sur 14 rondes selon le système suisse.

## Tournoi masculin

### Résultats
| Classement final |                  |      |
| 1er              | Union soviétique | 42,5 |
| 2e               | Tchécoslovaquie  | 36   |
| 3e               | États-Unis       | 35,5 |
| 4e               | Yougoslavie      | 35   |
| 5e               | Hongrie          | 33,5 |

La Suisse termine 26e et la France 29e, chacune avec 30 points (départage au système Buchholz). La Belgique est 50e avec 27,5 points.
L'URSS reprend sa large domination avec la présence des deux K (Karpov et Kasparov). Elle gagne 13 de ses 14 matches (un nul contre les Pays-Bas) et ne concède que trois défaites individuelles sur les 56 parties jouées.

### Participants individuels
- Pour l'URSS : Karpov, Kasparov, Polougaïevski, Beliavski, Tal, Youssoupov.
- Pour la Tchécoslovaquie : Hort, Smejkal, Ftáčnik, Jansa, Plachetka, Ambroz.
- Pour les États-Unis : Browne, Seirawan, Alburt, Kavalek, Tarjan, Christiansen.
- Pour la France : Haïk, Kouatly, Giffard, Seret, Roos, Andruet.
- Pour la Belgique : Weemaes, Goormachtigh, Defize, De Bruycker, Pergericht, Schumacher.

## Tournoi féminin
44 nations sont représentées et classées (la République dominicaine fait défection).
La compétition se déroule en poule unique sur 14 rondes selon le système suisse.

### Résultats
| Classement final |                  |    |
| 1er              | Union soviétique | 33 |
| 2e               | Roumanie         | 30 |
| 3e               | Hongrie          | 26 |

La France termine 13e avec 23 points et la Suisse 26e avec 21 points.
L'équipe soviétique est encore impressionnante avec Maia Tchibourdanidzé, Nana Alexandria, Nona Gaprindashvili et Nana Iosseliani, classées parmi les 5 meilleures joueuses mondiales.
L'équipe de Roumanie est composée de Margareta Mureșan, Marina Pogorici, Daniela Nuțu-Gajić et Elisabeta Polihroniade.